# گمینا رختال
گمینا رختال (به لهستانی:  Gmina Rychtal) یک گمینا در لهستان است که در شهرستان کنپنو واقع شده‌است. گمینا رختال ۹۶٫۷۵ کیلومتر مربع مساحت و ۴٬۰۴۱ نفر جمعیت دارد.